# Парана
Парана́ (исп. Paraná, порт. Paraná) — река в Южной Америке, вторая по длине река этого континента (после Амазонки). Протекает в южной части континента по территории Бразилии, Парагвая и Аргентины. Длина собственно Параны (от места слияния Паранаибы и Риу-Гранде) составляет 2570 км, от истока Паранаибы — 3740 км. Площадь бассейна 2 582 672 км². Впадает в залив Ла-Плата Атлантического океана недалеко от города Буэнос-Айреса. До города Росарио в нижнем течении осуществляется морское судоходство. В среднем течении по реке проходит государственная граница между Парагваем и Аргентиной, ниже она является западной границей низменного района аргентинского Междуречья.

## Этимология
Название реки на языке индейцев гуарани означает «большая река». Также существуют версии происхождения от слова Паранапано, что означает «река несчастья» (исп. río de la desgracia), или от индейского слова, означающего «мать моря».

## Гидрография
Парана образуется на территории Бразилии в южной части Бразильского плоскогорья в результате слияния рек Паранаиба и Риу-Гранди. Исток реки Риу-Гранди находится на западных склонах гор Серра-да-Мантикейра, а реки Паранаиба — в горах Серра-да-Канастра. От слияния притоков Парана течёт преимущественно в юго-западном направлении.
В верхнем течении река пересекает лавовое плато, из-за чего русло осложнено многочисленными порогами и водопадами, в том числе водопадом Урубупунга высотой до 12 м. На левом притоке — реке Игуасу — находятся известные водопады Игуасу высотой до 72 м. После порожистого участка река выходит на Лаплатскую низменность, по которой течёт до устья. В этом районе (на севере провинции Корриентес) располагаются водно-болотные угодья Ибера, которые являются вторыми по площади в мире (после Пантанала). Ниже слияния со своим крупнейшим притоком — рекой Парагвай — Парана поворачивает на юг и раздаётся вширь до 2 км, делясь на много рукавов, проток и стариц. За городом Дьяманте, выйдя на равнинные пампасы, река расширяется до 3, а местами и до 5 километров.
От города Росарио река поворачивает на юго-восток и образует обширную дельту со множеством проток и рукавов, которая тянется около 130 км, расширяясь с 18 до 65 км. Дельта состоит из 11 крупных рукавов, главный из которых — Парана-Гуасу. После слияния с рекой Уругвай Парана образует обширный мелководный эстуарий — залив Атлантического океана под названием Рио-де-ла-Плата.

### Крупные притоки
- Левые притоки: Тьете, Пейши, Паранапанема, Иваи, Пикири, Игуасу, Корриентес, Гуалегуай, Уругвай
- Правые притоки: Парагвай, Сан-Хавьер, Рио-Саладо, Чоканчарава, Агуапеи

### Водный режим
Питание реки главным образом дождевое. Осадки на большей части бассейна реки составляют 1000—2000 мм/год. Уровень воды неравномерный, часто случаются паводки и наводнения. В верхнем течении высокая вода приходится на весенний период, в среднем — на лето, а в нижнем течении — на осень.
Среднегодовой расход воды составляет 17,5 тыс. м³/с, может колебаться от 6 тыс. до 30 тыс. м³/с. Годовой сток в океан составляет около 480 км³, а вместе с рекой Уругвай — около 650 км³. Парана выносит в океан большое количество седиментов (90—95 млн т/год), след от которых заметен на расстоянии 100—150 км от берега. По оценкам, за последние 2 млн лет вынесенные седименты осели на океаническом дне слоем 400 метровой толщины, ещё столько же были растворены океаном:1.

## Флора и фауна
Река богата фитопланктоном, перифитоном, зоопланктоном, коловратками, макрофитами (эйхорния отличная, Paspalum repens и др.). Имеются эндемичные для неотропиков беспозвоночные Narapa bonettoi. Рыбы представлены 355 видами, из которых 32 — интродуцированные. Отряд харацинообразных представлен видами Salminus maxillosus и Prochilodus lineatus. Один из немногих анадромных видов этого экорегиона — Lycengraulis grossidens. В реке также обитает двоякодышащий чешуйчатник американский и два вида пираний — Serrasalmus spilopleura и Serrasalmus marginatus.

## Хозяйственное использование
Парана — основная водная артерия, обеспечивающая водоснабжение и судоходство в регионе. До города Росарио (640 км от устья) могут подниматься морские суда (с осадкой до 7 м); до города Посадас можно добраться на средних судах (с осадкой в 4 м), выше — на мелких речных судах.
Парана обладает огромным гидроэнергетическим потенциалом (БСЭ приводит оценку в 22 ГВт). На реке построено 29 крупных дамб и планируется ещё 4. Первые очереди каскада ГЭС на реке, ГЭС Жупия (проектная мощность 1,5 ГВт) и Илья-Солтейра (проектная мощность 3,4 ГВт) вышли на полную мощность в 1973 году. В 1984 году была введена в строй ГЭС Итайпу (14 ГВт, на 2016 год вторая по мощности в мире после Санься), в результате чего водохранилище затопило бывший мощный водопад Гуайра, ниспадавший семью каскадами с высоты 33 м. Реализация ещё одного крупного гидроэнергетического проекта — ГЭС Ясирета (проектная мощность 3,85 ГВт), потребовала переселения более 30 тысяч человек.
Крупные города, стоящие на Паране: Посадас, Корриентес, Санта-Фе, Парана, Росарио. На берегах Ла-Платы располагаются Буэнос-Айрес (столица Аргентины) и Монтевидео (столица Уругвая).

### Мосты и тоннели
Среди прочих Парану пересекают:
- Мост Дружбы между Сьюдад-дель-Эсте (Парагвай) и Фос-ду-Игуасу (Бразилия)
- Мост Сан-Роке-Гонсалес-де-Санта-Крус между городами Посадас (Аргентина) и Энкарнасьон (Парагвай)
- Мост генерала Бельграно между городами Ресистенсия и Корриентес
- Подводный тоннель имени Рауля Уранга — Карлоса Сильвестра Бегниса (бывший тоннель Эрнандарьяс) между Санта-Фе и Парана
- Мост Росарио-Виктория между городами Росарио и Виктория.
- Мост Сарате-Брасо между Сарате и провинцией Энтре-Риос

## История
Первым из европейцев устье реки (эстуарий Ла-Плата) посетил в 1515 году испанец Хуан Диас де Солис, после чего в 1520 году здесь побывал Фернан Магеллан в ходе первого кругосветного плавания. Более подробные исследования Параны были проведены Себастьяном Каботом, который в 1526 году вошёл в устье реки и поднялся по ней до порогов у Алипе.